# اژدهای چهارسر
اژدهای چهارسر از موجودات اسطوره ای کیش مانوی است. در متون قبطی که توسط مانویان مصر نگاشته شده‌ است آن را هیولای تن نامیده‌اند. در تصویری که از این موجود اسطوره ای داده شده او را به صورت انسانی با چهارده سر توصیف کرده‌اند که هفت سر در رأس بدن و هفت سر در بخش‌های دیگر تن داشته‌ است.

## منبع
- اسطوره آفرینش در آیین مانی.دکتر ابوالقاسم اسماعیل پور.نشر کاروان.چاپ سوم.۱۳۸۵